# 德鲁维尔
德鲁维尔（法語：Drouville，法語發音：[dʁuvil]）是法国默尔特-摩泽尔省的一个市镇，位于该省东南部，属于吕内维尔区。

## 地理
德鲁维尔（48°40'16"N, 6°24'29"E）面积7.12 平方千米，位于法国大東部大區默尔特-摩泽尔省，该省份为法国东北部内陆省份，是洛林的一部分，北邻比利时、卢森堡，北起顺时针与摩泽尔省、下莱茵省、孚日省和默兹省接壤。
与德鲁维尔接壤的市镇（或旧市镇、城区）包括：库尔贝索、克雷维克、热勒农库尔、阿罗库尔、迈克斯、塞尔。

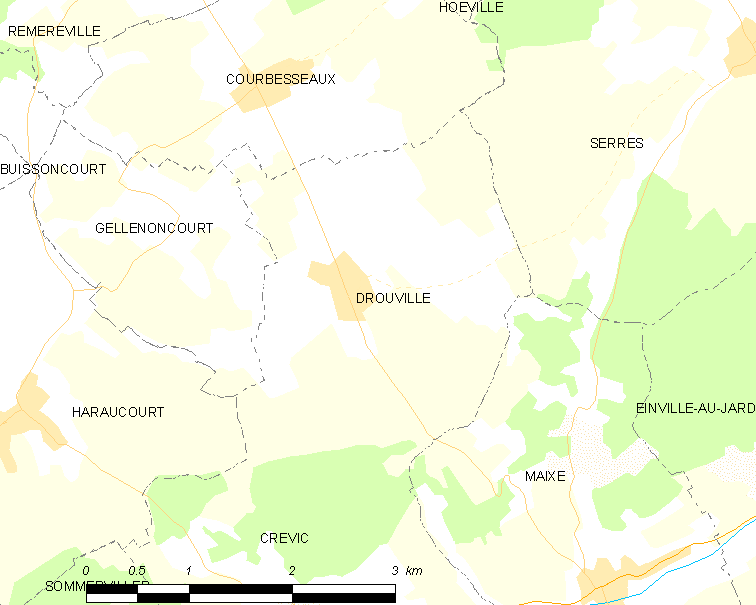
德鲁维尔的OSM定位图

德鲁维尔的时区为UTC+01:00、UTC+02:00（夏令时）。

## 行政
德鲁维尔的邮政编码为54370，INSEE市镇编码为54173。

## 政治
德鲁维尔所属的省级选区为吕内维尔第一县。

## 人口

1962-2008年间德鲁维尔人口变化图示

德鲁维尔于2022年1月1日时的人口数量为207人。